# Anna German
Anna Wiktoria German-Tucholska (ur. 14 lutego 1936 w Urgenczu, zm. 25 sierpnia 1982 w Warszawie) – polska piosenkarka i kompozytorka, aktorka, z wykształcenia geolog.
Laureatka festiwali m.in. w Monte Carlo, Wiesbaden, Bratysławie, San Remo, Neapolu, Viareggio, Cannes, Ostendzie, Sopocie, Opolu, Kołobrzegu i Zielonej Górze. Występowała w Stanach Zjednoczonych, Kanadzie, Wielkiej Brytanii, Australii, Francji, Portugalii, Włoszech, Węgrzech, Mongolii, NRD, RFN, CSRS i ZSRR. Dwukrotnie uznana za najpopularniejszą polską piosenkarkę wśród Polonii amerykańskiej (1966, 1969).
Śpiewała w siedmiu językach: polskim, rosyjskim, niemieckim, włoskim, hiszpańskim, angielskim i po łacinie. Wylansowała przeboje: „Tańczące Eurydyki”, „Człowieczy los”, „Dziękuję, mamo”, „Być może” czy „Bal u Posejdona”. Za wysoką sprzedaż albumu pt. Człowieczy los (1970) uzyskała certyfikat złotej płyty w Polsce.

## Życiorys
Ojcem Anny German był Eugen Hörmann (pol. Eugeniusz German; ur. 25 marca 1909 w Łodzi, zm. 1938), który urodził się w rodzinie ewangelickiego pastora i miał ośmioro rodzeństwa (w tym brata Artura, który po latach opisał dzieje rodziny ). Przodkowie od strony ojca pochodzili z Niemiec, mieli korzenie mennonickie , a na przełomie XVIII i XIX w. osiedlili się na Ukrainie. W 1819 pradziadek Anny German założył na wybrzeżu Morza Azowskiego wieś Hoffnung (lub Neuhoffung), gdzie urodził się Friedrich Hörmann (Hermann); Friedrich, żonaty z Anną Balach, po ukończeniu studiów w Baptystycznym Seminarium Teologicznym w Łodzi wraz z rodziną wrócił na Ukrainę, gdzie w 1929 w wyniku represji został aresztowany i z wyrokiem pięciu lat zesłany do obozu pracy (rejon Plesieck w regionie archangielskim), jednak już po dwóch latach zmarł. Eugen w tym czasie uciekł z ZSRR, najpierw przez Donbas, gdzie pracował jako księgowy w fabryce kopalni, później – nadal zagrożony – zostawiwszy pierwszą żonę Almę z czteroletnim synem, uciekał przez Środkową Azję i Iran, gdzie na granicy irańskiej poznał matkę Anny.
Matka, Irma German secundo voto Berner (właśc. Gerner) z domu Martens (ur. 1909, zm. 30 stycznia 2007 w Warszawie), wywodziła się z holenderskich mennonitów, których do Rosji sprowadziła caryca Katarzyna II (dokładniej z rygorystycznego odłamu nowomennonitów, z pochodzenia Fryzowie; babcia Anny, Anna Friesen, zmieniła wyznanie, zostając adwentystką). Zamieszkiwali w dobrze zorganizowanej, kilkunarodowej (w tym m.in. Polacy i Żydzi) społeczności w osadzie Wielikokniażeskoje (niem. Wohldemfuerst) w obwodzie kubańskim. W domu rodzinnym Anny mówiło się po fryzyjsku, niemiecku i rosyjsku. Irma German po wojnie przez wiele lat była wykładowczynią języka niemieckiego na Akademii Rolniczej we Wrocławiu, w rozmowach z Holendrami posługiwała się językiem staroholenderskim (pladiets).
Babka Anny German w 1934 przeniosła się z córką i wnuczką z Kubania do Fergany w Uzbekistanie. Uciekając przed NKWD, rodzice Anny przenieśli się do Urgencza, gdzie po narodzinach córki wybudowali dom. Matka Anny w Urgenczu pracowała jako nauczycielka języka niemieckiego w szkole, a ojciec został księgowym w piekarni. Półtoraroczna Anna chorowała na dur rzekomy. Rodzina wówczas przeniosła się do Taszkentu, gdzie Anna wkrótce wyzdrowiała. 26 września 1937 Eugen został aresztowany w Urgenczu pod zarzutem szpiegostwa i w 1938 rozstrzelany, o czym Irma dowiedziała się dopiero w 1956. Irma po aresztowaniu Eugena razem z córką i matką zamieszkała w Osinnikach w obwodzie nowosybirskim. Wcześniej, 28 lutego 1938 w Taszkencie, urodziła syna, Fryderyka, który w maju 1940 zmarł na szkarlatynę. Na płonicę zachorowała także Anna, jednak udało jej się wyzdrowieć. Wiosną 1940 Anna wróciła z babką do Taszkentu, a matka – pozostająca w Osinnikach – dołączyła do rodziny jesienią tego samego roku. W 1942 Irma została wysiedlona i zesłana do Buchary, skąd następnie uciekła z córką do Orłowki. Tam poznała polskiego żołnierza Hermana Gernera, za którego wyszła 4 kwietnia 1942. Po ślubie, z niewyjaśnionych względów, zmieniła pierwszą literę nazwiska (na Berner) i utrzymywała, że nigdy więcej go nie spotkała, mimo iż widziała się z nim w Polsce w 1946. W życiorysach Anny German często pojawia się błędna informacja (choć fałszywie potwierdzona na przełomie lat 40. i 50. listem z Ministerstwa Obrony Narodowej), że jej ojczym, jako oficer ludowego Wojska Polskiego, zginął w bitwie pod Lenino. Irma w grudniu 1942 została zesłana do pracy przymusowej przy budowie drogi w Czimionie, Annę na ten czas pozostawiła pod opieką znajomej. Rodzina po jakimś czasie zjednoczyła się w Orłowce, żyjąc w skrajnej biedzie. W 1943 rodzina przeniosła się do Dżambułu, gdzie Irma (jako żona Polaka) w pierwszej połowie 1946 złożyła dokumenty repatriacyjne, po czym razem z córką i matką wyjechała do Polski. Kobiety zamieszkały w Szczecinie, w lipcu 1946 przeniosły się do Nowej Rudy, a w 1949 – do Wrocławia, gdzie zamieszkały przy ulicy Trzebnickiej.
W 1955 Anna ukończyła naukę w VIII Liceum Ogólnokształcącym im. Bolesława Krzywoustego we Wrocławiu z wynikiem bardzo dobrym. W styczniu 1962 uzyskała tytuł magistra geologii na Wydziale Nauk Przyrodniczych Uniwersytetu Wrocławskiego po przedstawieniu pracy magisterskiej pt. „Budowa geologiczna okolic Zatonia (Ustronie)” ocenionej jako „bardzo dobra” i złożeniu egzaminu magisterskiego z wynikiem bardzo dobrym. Była członkiem i uczestnikiem wypraw jaskiniowych wrocławskiej Sekcji Grotołazów.

## Kariera artystyczna

### Początki
Podczas studiów została dostrzeżona przez Bogusława Litwińca, na którego zaproszenie dołączyła jako wokalistka do prowadzonego przez niego Teatru „Kalambur”, z którym za spektakl Po ulicach miasta chodzi moja miłość otrzymała główną nagrodę na 1. Ogólnopolskim Festiwalu Kultury Studenckiej w Krakowie. W teatrze śpiewała utwory solowe bądź duety z Andrzejem Szczurkiem. Wkrótce odeszła z teatru, ponieważ nie chciała być aktorką dramatyczną. W maju 1960 wystąpiła w programie Spotkania o zmroku wrocławskiego ośrodka telewizyjnego. Na początku lat 60. zadebiutowała w audycji Polskiego Radia Podwieczorek przy mikrofonie, później wystąpiła także w koncertach pod hasłem Zgaduj-Zgadula organizowanych przez tę rozgłośnię. Wkrótce zaczęła współpracę z Markiem Sewenem, który skomponował dla niej piosenki: „Melodia dla synka”, „Czeremcha”, „Wiklina topielica”, „Moje miejsce na ziemi”, „Wiatr mieszka w dzikich topolach” i „Jakim cię wyśniłam”. Miała także wydać longplay, który promowała singlem ze swoimi interpretacjami kolęd „Lulajże, Jezuniu” i „Gdy śliczna Panna”, jednak dyrekcja Polskich Nagrań nie zgodziła się na wydanie albumu w obawie przed brakiem nabywców.
Za namową koleżanki ze studiów, Janiny Wilk, w 1962 wzięła udział w przesłuchaniach do Estrady Wrocławskiej kierowanej przez Szymona Szurmieja. Wykonawszy trzy piosenki, w tym „Nie dla mnie sznur samochodów” i „Rozszumiały się wierzby płaczące”, pomyślnie przeszła casting i po dołączeniu do zespołu Estrady odbyła trasę koncertową po Polsce. W 1963, po dwóch latach współpracy, odeszła z Estrady Wrocławskiej.

### Przełom w karierze
W marcu 1962 uzyskała uprawnienia estradowe od Komisji Weryfikacyjnej Ministerstwa Kultury i Sztuki, zdając państwowy egzamin przy drugim podejściu. Po niezdaniu egzaminu w pierwszym terminie dołączyła do zespołu Estrady Rzeszowskiej, z którym występowała m.in. w spektaklu Świat nad Afryką. Po koncercie w Warszawie, który zagrała z Estradą, zebrała pochwalne recenzje w ogólnopolskiej prasie. W tym okresie zaczęła pobierać lekcje śpiewu u Janiny Proszowskiej oraz nawiązała współpracę z kompozytorką Katarzyną Gärtner. W 1963 za wykonanie utworu „Tak mi z tym źle” otrzymała drugą nagrodę w dniu polskim podczas 3. Międzynarodowego Festiwalu Piosenki w Sopocie. W tym samym roku za wykonanie pieśni „Ave Maria no morro” otrzymała pierwszą nagrodę za artystyczną interpretację piosenki na 1. Ogólnopolskim Festiwalu Zespołów Estradowych w Olsztynie, a także zagrała serię koncertów w małych miejscowościach. W lutym i marcu 1964 przebywała we Włoszech w ramach stypendium, które otrzymała z Ministerstwa Kultury i Sztuki. Po powrocie do Polski kontynuowała występy z Estradą Rzeszowską. W tym okresie zagrała telewizyjny koncert z zespołem Trubadurzy oraz nagrała dla radia kilkadziesiąt piosenek autorstwa Katarzyny Gärtner.
W czerwcu 1964 za wykonanie utworu „Tańczące Eurydyki” otrzymała drugą nagrodę na 2. Krajowym Festiwalu Piosenki Polskiej w Opolu. Po sukcesie osiągniętym na festiwalu zagrała koncert dla berlińskiej telewizji i odbyła trasę koncertową po ZSRR, gdzie została ciepło przyjęta przez publiczność i wkrótce wydała rosyjskojęzyczny album pt. Anna German. W sierpniu 1964 za „Tańczące Eurydyki” odebrała dwie nagrody na 4. Międzynarodowym Festiwalu Piosenki w Sopocie: pierwszą nagrodę w dniu polskim i trzecią w dniu międzynarodowym. Na festiwalu została dostrzeżona przez menedżera Andrew Jonesa, który zaprosił ją do Chicago, gdzie dla amerykańskiej Polonii grała koncertowy program „Polish Stars Parade” z innymi polskimi artystami (m.in. Ewą Demarczyk, Katarzyną Sobczyk, Karin Stanek i Katarzyną Bovery). Stęskniona za ojczyzną, odrzuciła propozycję występów w amerykańskim programie koncertowym Inter-show. Poza tym zagrała koncerty w NRD, Czechosłowacji, Francji i Portugalii, a jej recitale cieszyły się uznaniem wśród słuchaczy. W kolejnych latach odbyła kilka tras koncertowych po ZSRR.
W lutym 1965 odbyła trasę koncertową po Anglii. W tym samym roku za wykonanie utworu „Zakwitnę różą” otrzymała pierwszą nagrodę na 3. KFPP w Opolu i zajęła trzecie miejsce na Międzynarodowym Festiwalu Piosenki w Ostendzie. Po występie na festiwalu zagrała niewielką rolę kapitana marynarki wojennej w filmie Zofii Dybowskiej-Aleksandrowicz Marynarska przygoda, w którym zaśpiewała piosenkę „Słowa”. Również w 1965 wystąpiła na 5. MFP w Sopocie. W 1966 otrzymała platynową płytę na 1. Międzynarodowych Targach Muzycznych (MIDEM) w Cannes i wystąpiła z Dalidą w sali koncertowej Olimpia w Paryżu.

### Kariera we Włoszech i wypadek
W listopadzie 1966 podpisała trzyletni kontrakt z włoską firmą fonograficzną Company Discografica Italiana (CDI). Jej piosenki były emitowane we włoskim radiu, a sama German promowała się podczas konferencji prasowych i zagrała serię koncertów we Włoszech. W lutym 1967 wystąpiła z utworem „Gi” na 7. Festiwalu Piosenki Włoskiej w San Remo, zostając pierwszą polską artystką, która zaśpiewała na tym festiwalu. Niedługo później wyruszyła w trasę promocyjną po Włoszech, m.in. udzieliła licznych wywiadów i wystąpiła w telewizyjnych programach rozrywkowych. Zaśpiewała także utwór „Nie spiesz się” w szwajcarskim programie telewizyjnym Giocchi in famigli, do którego została zaproszona z Domenico Modugno. W lipcu 1967, jako pierwsza cudzoziemka w historii, zaśpiewała na 15. Festiwalu Piosenki Neapolitańskiej. Po festiwalu nagrała albumy: I classici della musica napoletana dla CDI i Recital piosenek dla Polskich Nagrań oraz otrzymała nagrodę „Oscara Della Simpatia” na festiwalu w Viareggio.
28 sierpnia 1967, wracając z koncertu we Forlì, uległa wypadkowi samochodowemu, po którym z poważnymi obrażeniami (m.in. złamanym kręgosłupem) trafiła do kliniki Madre Fortunata Toniolo. Po wybudzeniu się ze śpiączki podjęła rekonwalescencję we Włoszech (m.in. w Instytucie Ortopedycznym Rizzili w Bolonii), a od drugiej połowy października 1967 dochodziła do sprawności w warszawskich placówkach: Klinice Ortopedycznej Akademii Medycznej i Szpitalu Klinicznym nr 1 przy ul. Lindleya, a także w Ośrodku Rehabilitacyjnym „Stocer” w Konstancinie i szpitalu we Wrocławiu. Okres leczenia i rehabilitacji trwał około trzy lata. German w tym okresie napisała i w 1970 wydała książkę autobiograficzną pt. Wróć do Sorrento?, która rozeszła się w nakładzie 150 tys. egzemplarzy. Skomponowała także muzykę do wierszy Aliny Nowak, m.in. do utworu „Człowieczy los”. Piosenki nagrała w studiu razem z Orkiestrą Polskiego Radia. W 1968 otrzymała Nagrodę Komitetu ds. Radia i TV za „wybitne osiągnięcia w dziedzinie polskiej piosenki popularyzowanej w radiu i telewizji”.

### Powrót po wypadku
26 grudnia 1969 wystąpiła publicznie po raz pierwszy po wypadku w świątecznym wydaniu programu telewizyjnego Tele-Echo. W styczniu 1970 powróciła do występów publicznych, śpiewając utwory „Człowieczy los” i „Być może” w koncercie „Tobie, Warszawo” zorganizowanym w Sali Kongresowej z okazji 25. rocznicy wyzwolenia Warszawy. W marcu tego samego roku otrzymała tytuł najpopularniejszej warszawianki roku. Również w 1970 zagrała serię 11 koncertów w Teatrze Wielkim w Warszawie, za które zebrała pochwalne recenzje. Poza tym wydała album pt. Człowieczy los, za którego wysoką sprzedaż otrzymała certyfikat złotej płyty w Polsce. Za wykonanie utworów „Człowieczy los” i „Być może” otrzymała nagrodę publiczności i nagrodę przewodniczącego Prezydium Miejskiej Rady Narodowej w Opolu na 8. KFPP w Opolu. Wystąpiła także w koncercie jubileuszowym podczas 10. MFP w Sopocie. Poza tym została bohaterką filmu dokumentalnego Mariusza Waltera Powrót Eurydyki (1970) i zagrała epizodyczną rolę w dramacie Andrzeja Wajdy Krajobraz po bitwie (1970). Wzięła udział w nagraniu telewizyjnego recitalu dla Telewizji Polskiej Wyspy szczęśliwe. Śpiewa Anna German. W 1971 za wykonanie piosenki „Cztery karty” otrzymała nagrodę publiczności na 9. KFPP w Opolu. W tym samym roku wzięła udział w gali podczas otwarcia katowickiego Spodka przy 12 tys. publiczności i otrzymała Nagrodę Miasta Warszawy za „wybitne osiągnięcia w dziedzinie upowszechniania kultury” oraz zaśpiewała w koncercie Tobie, droga śląska ziemio z okazji 50-lecia III powstania śląskiego.

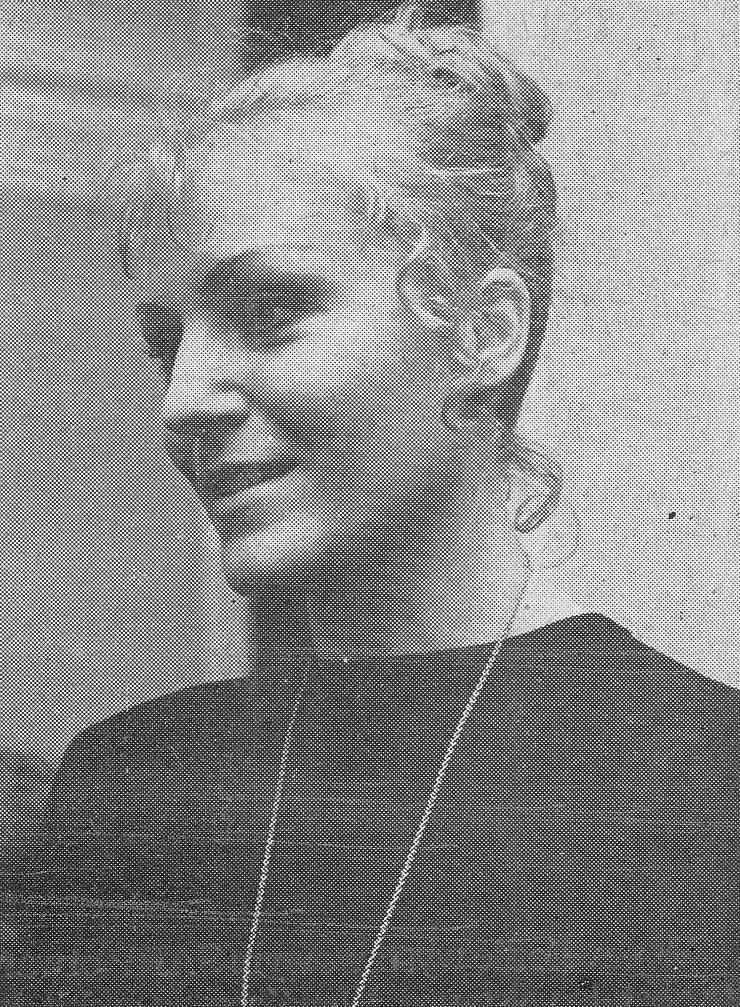
German (1970)

W pierwszej połowie 1972 zagrała pierwsze po wypadku koncerty po Polsce, m.in. we Wrocławiu. W maju 1972 na recitalach w Teatrze Wielkim w Warszawie odebrała certyfikat złotej płyty za doskonałą sprzedaż albumu Człowieczy los i Srebrny Gwóźdź Sezonu od czytelników „Kuriera Polskiego”. Również w 1972 wydała albumy: Wiatr mieszka w dzikich topolach i Tetyda na wyspie Skyros (oba dla Polskich Nagrań) oraz Anna German (dla rosyjskiej Melodii), a także wystąpiła w recitalu telewizyjnym Piosenki morskie, wzięła udział w 8. Festiwalu Piosenki Radzieckiej w Zielonej Górze i 6. Festiwalu Piosenki Żołnierskiej w Kołobrzegu, zagrała kolejną serię koncertów po USA dla amerykańskiej Polonii i odbyła kilkutygodniową trasę koncertową w ZSRR. W czerwcu 1973 za utwór „Ballada o niebie i ziemi” otrzymała wyróżnienie w koncercie „Premier” na 11. KFPP w Opolu oraz wystąpiła w charakterze gościa honorowego na 9. FPR w Zielonej Górze, na którym zaśpiewała utwory z tekstami poetów: „Pieśń” Rimmy Kozakowej i „Kulę” Siergieja Ostrowoja. W listopadzie 1973 zagrała recital telewizyjny Spotkanie z Anną German. W pierwszej połowie lat 70. odbyła dwumiesięczną trasę koncertową po ZSRR, m.in. zagrała recital w Teatrze Letnim w Moskwie, gdzie powróciła także w kwietniu 1974, by wystąpić na Dniach Kultury Polskiej w Moskwie. Również w 1974 zagrała recital telewizyjny Dwie Anny i nagrała album pt. To chyba maj dla Polskich Nagrań. W 1974 i 1975 wystąpiła w koncertach przyjaźni podczas 10. i 11. FPR w Zielonej Górze. W tym okresie często występowała w programie telewizyjnym w Berlinie. Wiosną 1975 odbyła kolejną trasę koncertową po Polsce.
W połowie lat 70. wykryto u niej chorobę nowotworową. W lutym 1976 przyjechała do Moskwy, aby wziąć udział w nagraniu programu telewizyjnego Melodie przyjaciół. Zagrała też pięciotygodniową trasę koncertową po USA oraz wystąpiła na Dniach Kultury Polskiej w Portugalii i Bułgarii. Zaśpiewała piosenkę „Echo miłości” na potrzeby ścieżki dźwiękowej do filmu Eugeniusza Matwiejewa Los (1977); reżyser wspominał, że podczas nagrywania skrzypaczki płakały, patrząc na stan zdrowia German. Również w 1977 German zaśpiewała piosenki „Być może”, „To chyba maj” i „Nadzieja” na Dniach Przyjaźni Młodzieży Radzieckiej i Polskiej w Doniecku. W grudniu tego samego roku zaśpiewała utwory „Echo miłości” (w duecie z Lwem Leszczenką) i „Kiedy kwitły sady” w koncercie finałowym festiwalu „Piosenka-77”, przy czym po wykonaniu solowej piosenki publiczność dziękowała jej tak burzliwą i długą owacją, że organizator festiwalu musiał wyjść poza sztywne ramy telewizyjne i dopuścił wykonanie piosenki „na bis”. Podczas pobytu w Moskwie nagrała kolejne piosenki i uczestniczyła w nagraniach programów telewizyjnych.

### Ostatnie lata kariery
W 1978 śpiewała recitale w Teatrze Na Targówku, wystąpiła na 14. FPR w Zielonej Górze i 13. FPŻ w Kołobrzegu i zagrała serię koncertów w USA, a także nagrała albumy Anna German na polski i rosyjski rynek. W 1979 za wykonanie utworu „O czym Bałtyk opowiada” zdobyła Złoty Pierścień i nagrodę ministra obrony narodowej na 12. FPŻ w Kołobrzegu, a jesienią tego samego roku odbyła trasę koncertową po USA i Kanadzie. W 1980 nagrała kolejną płytę pt. Anna German na rosyjski rynek i śpiewała recitale w Teatrze Żydowskim w Warszawie.
W latach 1978–1980 zagrała serię koncertów po ZSRR. W trakcie jednej z tras zachorowała na ostre zapalenie płuc, które poskutkowało bolesnym skrzepem w nodze, toteż poddała się kilku operacjom. Niedługo po występie w koncercie „Jesień radość niesie” w Sali Kongresowej w Warszawie wyruszyła na koncerty po Australii, gdzie zaśpiewała m.in. w Perth Concert Hall i Sydney Opera House, a ostatni koncert dała 5 października 1980 w Dallas Brooks Hall w Melbourne. Po powrocie z Australii nastąpił u niej nawrót choroby zdiagnozowanej jako mięsak kości, przez co zawiesiła działalność publiczną, m.in. odwołała wszystkie zaplanowane koncerty.

## Śmierć i pogrzeb

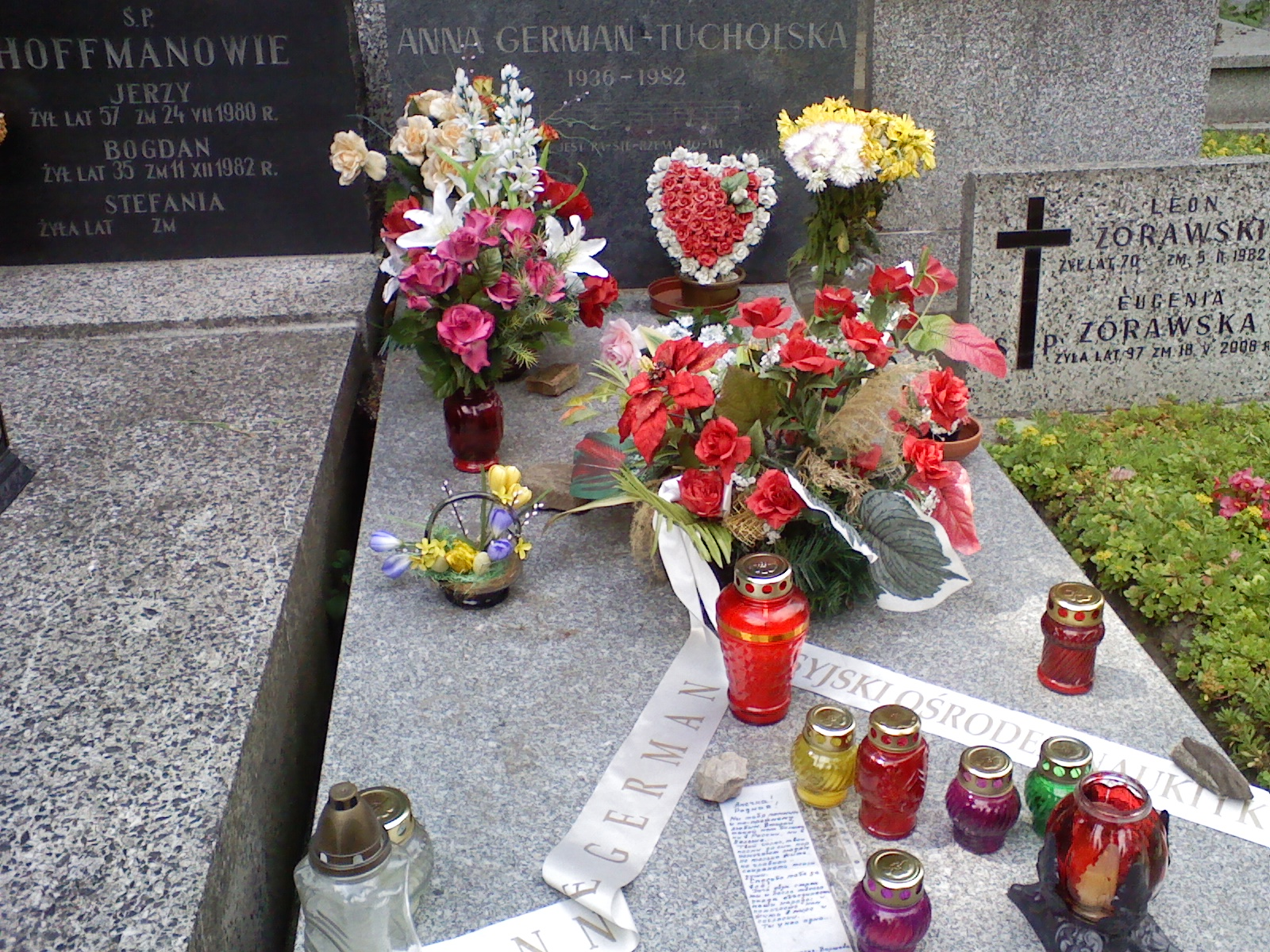
Grób Anny German-Tucholskiej na warszawskim cmentarzu ewangelicko-reformowanym

Zmarła wieczorem 25 sierpnia 1982 w Warszawie. 30 sierpnia 1982 została pochowana na cmentarzu ewangelicko-reformowanym w Warszawie (kw. 3, rząd 4, grób 8a). W ceremonii pogrzebowej uczestniczyło kilka tysięcy osób, a modlitwę nad grobem German odmówił ks. Jan Twardowski. Na tablicy nagrobnej umieszczono cytat z Psalmu 23: „Pan jest pasterzem moim”.

## Odznaczenia i wyróżnienia
- 1970 Warszawianka Roku[132]
- 1974 w związku z jubileuszem Polski Ludowej odznaczona Złotym Krzyżem Zasługi[133]
- 1974 Medal "Za zasługi w rozwoju współpracy kulturalnej między Polską a Związkiem Radzieckim" (przyznany przez ZG TPPR)[134]
- 1979 za osiągnięcia artystyczne została odznaczona Krzyżem Kawalerskim Orderu Odrodzenia Polski[135]
- za popularyzację polskiej piosenki w ZSRR otrzymała Złotą Odznakę Honorową Towarzystwa Przyjaźni Polsko-Radzieckiej
- 1979 wyróżniona Dyplomem Ministerstwa Kultury ZSRR[136]

## Życie prywatne
W czerwcu 1960 poznała Zbigniewa Tucholskiego (1930-2025), pracownika naukowego w Katedrze Metaloznawstwa Politechniki Warszawskiej, z którym 23 marca 1972 wzięła ślub cywilny w Zakopanem; ich huczne wesele odbyło się w willi Obrochtówka. Zamieszkali w Warszawie na Żoliborzu. 27 listopada 1975 urodził się ich syn Zbigniew Ivarr. German z powodu macierzyństwa na dwa lata zawiesiła działalność artystyczną. Po zdiagnozowaniu u niej nowotworu kości wzięła ślub kościelny z mężem.
Była adwentystką, przyjęła chrzest w Kościele Adwentystów Dnia Siódmego. Podstawy jej adwentystycznego wyznania umocowała jej babka, która odgrywała ważną rolę w procesie jej wychowania, gdyż sama była adwentystką. Chrzest adwentystyczny przyjęła 23 maja 1982, udzielił jej go Konstanty Bulli.

## Upamiętnienie
- Imię Anny German nosiła główna ulica miasta Urgencz, w którym się urodziła[141], potem imię tej ulicy zmieniono na Isloma Karimova[142].
- W 1986 imieniem została nazwana asteroida (2519) Annagerman krążąca wokół Słońca pomiędzy Marsem a Jowiszem[143].
- Od 1987 jej imię nosi amfiteatr w Zielonej Górze oraz rondo w jego pobliżu.
- W 2001 w Zielonej Górze zorganizowano Ogólnopolski Konkurs na Interpretację Piosenki z Repertuaru Anny German[144]. W 2002 przerodził się on w Festiwal Tańczące Eurydyki im. Anny German[145]. Festiwal skierowany do wokalistów z kraju i zagranicy organizuje Zielonogórski Ośrodek Kultury. Zadaniem imprezy jest popularyzacja repertuaru Anny German oraz twórczości polskich kompozytorów muzyki rozrywkowej[146].
- Niepubliczna Szkoła Muzyczna I i II Stopnia im. Anny German w Białymstoku[147].
- W lutym 2012 przy wejściu do domu, w którym mieszkała Anna German we Wrocławiu (ul. Trzebnicka 5) została odsłonięta tablica pamiątkowa ku jej czci[148].
- Rosyjski adwentystyczny ośrodek radiowo-telewizyjny „Głos Nadziei” zrealizował film biograficzny o Annie German[149]. W 2012 zrealizowano rosyjski serial biograficzny (w koprodukcji z Ukrainą, Polską i Chorwacją) – Anna German.
- Gwiazda imienna na Alei Sławy w Moskwie.
- W kwietniu 2013 Rada Miasta Rzeszowa podjęła uchwałę o nadaniu imienia Anny German jednej z nowych ulic w mieście[150].
- 14 czerwca 2013 Zastępca Prezydenta Miasta Opola odsłonił gwiazdę Anny German na Alei Gwiazd Festiwalu Polskiej Piosenki.
- Od 11 lipca 2013 patronuje dawnemu fragmentowi ulicy Burakowskiej na warszawskim Żoliborzu[151].
- Nazwisko artystki noszą ronda we Wrocławiu[152], Zielonej Górze[153] i Nowej Rudzie[154].
- 19 listopada 2022 na Corso Matuzia 5, przy kościele Czarnej Madonny z Częstochowy, odsłonięto tablicę upamiętniającą 55. rocznicę występu Anny German na Festiwalu Piosenki Włoskiej w San Remo w 1967[155].

## Książki o Annie German
- Nagrabiecki Jan: Anna German. 1974
- Aleksander Zygariow: Anna German. 1988
- Aleksander Zygariow: Anna German. 1998 (reedycja)
- Mariola Pryzwan: Wspomnienia o Annie German. 1999
- Adriana Polak: Człowieczy los. Wspomnienia o Annie German. 2000
- Artur Hörmann: Die unbekannte Anna German (Nieznana Anna German). 2003. (Książkę napisał stryj Anny)
- Mariola Pryzwan: Tańcząca Eurydyka. Wspomnienia o Annie German. 2008
- Iwan Iliczew: Анна Герман – Гори, гори, моя звезда! (Anna German – Świeć, świeć moja gwiazdo!). 2010
- Jordan Naoum: Anna German 2011 ISBN 613-8-32797-7.
- Mariola Pryzwan: Anna German o sobie. 2012
- Iwan Iliczew: Мы долгое эхо (My długie echo). 2012
- Mariola Pryzwan: Tańcząca Eurydyka. Anna German we wspomnieniach. 2013
- Marzena Baranowska: German. Osobisty album Anny German. 2013
- Iwan Iliczew: Анна Герман. Белый ангел песни (Anna German. Biały anioł piosenki). 2013
- German. Śpiewający anioł. Super album. 2013
- Iwan Iliczew: Эхо любви (Echo miłości). 2013
- Volga Yerafeyenka: Anna German. „Uśmiechaj się”. 2014
- Irma Martens-Berner: Człowieczy los. Wspomnienia matki Anny German. 2014, ISBN 978-83-7295-299-8 (Konsultantami książki są: syn A. German dr Zbigniew I. Tucholski i jej mąż inż. Zbigniew A. Tucholski)
- Iwan Iliczew: Анна Герман. Сто воспоминаний о великой певице (Anna German. Sto wspomnień o wielkiej piosenkarce). 2016
- Iwan Iliczew-Wołkanowski: Anna German, Sto wspomnień o wielkiej piosenkarce, ISBN 978-83-66220-60-7. 2019
- Mariola Pryzwan: „Dwie Anny”, 2020, ISBN 978-83-66060-37-1.

Iwan Iliczew przygotowuje się do wydania nowej książki „Azja Środkowa – ojczyzna Anny German”, gdzie szczegółowo będzie opowiadał o pierwszych dziesięciu latach życia Anny w ZSRR w latach 1936–1946.

## Twórczość literacka
- 1970 „Wróć do Sorrento?”
- Bajka o skrzydlatym szpaku (Książka napisana przez Annę dla swojego syna)
- 1988 «Вернись в Сорренто?» („Wróć do Sorrento?”) tłumaczenie z języka polskiego R. Bello
- 2002 „Wróć do Sorrento?” reedycja
- 2012 „Wróć do Sorrento?” reedycja

## Dyskografia

### Albumy w Polsce
- 1966 Tańczące Eurydyki LP
- 1967 Recital piosenek LP
- 1970 Człowieczy los LP
- 1971 Wiatr mieszka w dzikich topolach LP
- 1971 Domenico Scarlatti – Arie z opery „Tetida in Sciro” LP
- 1974 To chyba maj LP
- 1978 Anna German LP
- 1983 Niezapomniane przeboje LP
- 1984 Jesteś moją miłością LP
- 1989 Anna German LP
- 1989 Znaki zapytania LP
- 1990 Powracające słowa vol. 1 LP
- 1990 Powracające słowa vol. 2 LP
- 1991 Zakwitnę różą CD
- 1991 Recital piosenek CD
- 1994 Nasza ścieżka CD
- 1994 Złote przeboje neapolitańskie MC
- 1995 Planeta Anna vol. 1 MC
- 1995 Planeta Anna vol. 2 MC
- 1998 Wiatr mieszka w dzikich topolach CD
- 1999 Tańczące Eurydyki CD
- 1999 Platynowa kolekcja CD
- 1999 Złote przeboje CD
- 1999 Bal u Posejdona (Złota kolekcja) CD (ZPAV: złota płyta)[157]
- 2001 Tańczące Eurydyki CD
- 2001 Recital piosenek CD
- 2001 Człowieczy los CD
- 2001 Wiatr mieszka w dzikich topolach CD
- 2001 Domenico Scarlatti – Arie z opery „Tetida in Sciro” CD
- 2001 To chyba maj CD
- 2001 Pomyśl o mnie CD
- 2003 Człowieczy los CD
- 2004 Złote przeboje CD
- 2008 Z archiwum polskiego radia – Anna German nagrania z lat 1961–1979, vol. 13 (ZPAV: złota płyta)[157]
- 2012 Wspomnienie. Anna German o sobie autobiografia na CD2
- 2013 Z archiwum polskiego radia – Anna German nagrania z lat 1961–1979, reedycja
- 2013 40 Piosenek Anny German Polskie Nagrania „Muza” (ZPAV: złota płyta)[157]
- 2013 Recital Opole ’71 – Z archiwum polskiego radia Polskie Radio S.A.
- 2017 Anna German. Moja Ojczyzna CD

Czwórki
- 1967 Anna German
- 1971 Piosenki Perskie

Single
- 1967 „Deszcz na szybie” / „Uroczysko”
- 1967 „Chcę być kochaną” / „Cygański wóz”
- 1967 „Cyganeria” / „Zimowe dzwony”
- 1969 „Melodia dla synka” / „Jesteś moją miłością”
- 1970 „Człowieczy los” / „Dziękuje ci mamo”
- 1970 „Gałązka snów” / „Trampowski szlak”
- 1970 „Złociste mgły” / „Za grosiki marzeń”
- 1971 „A mama asi como” / „Quadro cartas”
- 1972 „Warszawa w różach” / „Wiatr mieszka w dzikich topolach”

Pocztówki
- 1963 „Cyganeria”
- 1967 „A jeżeli mnie pokochasz”
- 1969 „Melodia dla synka”
- 1969 „Chcę tańczyć w majową noc”
- 1970 „Księżyc i róże”
- 1970 „Śnieżna piosenka”
- 1970 „Być może”
- 1970 „Człowieczy los”
- 1970 „Skąd przyjdzie noc”
- 1971 „Cztery karty”
- 1971 „Trzeba się nam pośpieszyć”
- 1974 „Gdy śliczna Panna”
- 1975 „Gdy śliczna Panna” / Lulajże Jezuniu”
- 1975 „Pozwól, żeby ktoś wziął twoje serce” / „Moje miejsce na ziemi”
- 1978 „List do Chopina”
- 1979 „Tylko w tangu” / „Dookoła kipi lato”

### Albumy w ZSRR/Rosji
- 1968 Poyot Anna German (Поёт Анна Герман) LP[158]
- 1975 Anna German (Анна Герман) LP[159]
- 1977 Kogda cwieli sady (Когда цвели сады) LP[160]
- 1979 Drug dielfin (Друг дельфин) LP
- 1980 Nadieżda (Надежда) LP
- 1982 Echo lubwi (Эхо любви) – live '79 LP

Czwórki
- 1967 Mieżdunarodnaja kniga (Международная книга)
- 1971 Cztoby sczastliwym byt’ (Чтобы счастливым быть)
- 1977 Ty, tolko ty (Ты, только ты)
- 1978 Ja lublu tancewat’ (Я люблю танцевать)
- 1982 Posledniaja wstriecza (Последняя встреча) LP
- 1996 Niezabytyj motiw (Незабытый мотив) CD
- 1996 Łuczszyje piesni (Лучшие песни) CD
- 1998 Kogda cwieli sady (Когда цвели сады) CD
- 1999 Antołogija sowietskogo szlagiera (Антология советского шлягера) MC
- 2000 Posledniaja wstriecza (Последняя встреча) CD
- 2000 Rossijskaja estradnaja muzykalnaja encykłopiedija (Российская эстрадная музыкальная энциклопедия) CD
- 2001 Lubwi niegromkije słowa (Любви негромкие слова) CD
- 2001 Waszy lubimyje piesni (Ваши любимые песни) CD
- 2003 Naszy lubimyje piesni (Наши любимые песни) CD
- 2003 Zołotoj wiek russkoj estrady (Золотой век русской эстрады) CD
- 2003 Posidim, pomołczim (Посидим, помолчим) vol. 1 CD
- 2003 Spasibo tiebie, mojo sierdce (Спасибо тебе, моё сердце) vol. 2 CD
- 2008 Nadezhda (Надежда) CD[161]
- 2019 Anna German. Izbrannoye (Анна Герман. Избранное) LP[162]

### Albumy we Włoszech
- 1967 I classici della musica neapolitana

Single
- 1967 „Te faie desiderà”
- 1967 „Gi” / „Prima tu”
- 1967 „Chi sei tu” / „Meglio dire di no”

## Filmografia
Filmografia:
- 1966: Marynarka to męska przygoda (film dokumentalny) – obsada aktorska
- 1967: Nim zabłyśnie gwiazda (Reportaż z Mediolanu o początkach włoskiej kariery Anny German.)
- 1970: Krajobraz po bitwie – jako Amerykanka
- 1970: Prom – wykonanie muzyki (śpiew)
- 1970: Balladyna (spektakl telewizyjny) – wykonanie muzyki (śpiew)
- 1970: Wyspy szczęśliwe. Śpiewa Anna German (film krótkometrażowy) – bohater filmu
- 1970: Powrót Eurydyki (film dokumentalny)
- 1977: Sudba (film) – wykonanie piosenki Echo Miłości
- 1988: Eurydyki płaczące (film poświęcony pamięci Anny German)
- 2012: Anna German (serial biograficzny) – śpiew (w serialu zostały wykorzystane jej piosenki)